# شهرداری بوبونارو
شهرداری بوبونارو (به لاتین: Bobonaro Municipality) یک منطقهٔ مسکونی در تیمور شرقی است که در تیمور شرقی واقع شده‌است. شهرداری بوبونارو ۱٬۳۷۶ کیلومتر مربع مساحت دارد.